# Emil von Reznicek
Emil Nikolaus Joseph von Reznicek (o Řezníček) (Vienna, 4 maggio 1860 – Berlino, 2 agosto 1945) è stato un compositore e direttore d'orchestra austriaco.

## Biografia
Emil Nikolaus Joseph Freiherr von Reznicek nacque a Vienna il 4 maggio 1860 e morì a Berlino il 2 agosto 1945, compositore austriaco di ascendenze rumeno-ceche. La sua eredità familiare ebbe un impatto significativo sulla sua vita e carriera.
Suo nonno, Josef Resnitschek (1787–1848), era un virtuoso della tromba e leader di banda nei reggimenti imperiali n. 32 (Esterhazy) a Budapest e n. 60 (Gustav Wasa) a Vienna, dove suonò con Johann Strauss padre e Joseph Lanner. Suo padre, Josef Resnitschek/Reznicek (1812–1887), intraprese la carriera militare, raggiungendo il grado di Feldmarschall-Lieutenant (tenente feldmaresciallo), il secondo rango più alto nell'esercito austriaco, ottenendo un diploma ordinario di nobiltà nel 1851 e il titolo di Barone (Freiherr) nel 1859. La madre di Emil, Clarisse Fürstin Ghika Budești (1837–1864), apparteneva all'influente famiglia Ghika di Romania. Emil Nikolaus era fratellastro dell'artista Ferdinand von Řezníček (1868–1909).
Reznicek trascorse l'infanzia a Vienna, fino a quando la famiglia si trasferì a Graz nel 1874. Iniziò a prendere lezioni di piano nel 1871; le sue prime composizioni risalgono al periodo 1876–78, quando era studente a Graz e allo Staatsgymnasium di Marburg an der Drau (Maribor). Studiò legge e musica a Graz dal 1878 all'80. Non completò gli studi in legge, ma continuò a studiare musica con Wilhelm Mayer (anche noto come W. A. Rémy). Infine, si recò a Lipsia per studiare con Carl Reinecke e Salomon Jadassohn, ottenendo il diploma di compositore il 9 giugno 1882.
Successivamente, affinò le sue abilità di direttore d'orchestra attraverso apprendistati presso vari teatri a Graz, Zurigo, Stettino, Jena, Bochum, Berlino e Magonza. Nel 1886, ottenne una posizione al Neues Deutsches Landestheater di Praga. Fu durante questo periodo a Praga che nacque il suo primogenito, Friedrich ("Fritz"), il 22 febbraio 1887. La carriera di Reznicek a Praga continuò con la sua nomina a Kapellmeister dell'88º Reggimento di Fanteria nel 1890, incarico che mantenne fino al suo licenziamento nel 1892 a seguito di un duello.
Nonostante questa battuta d'arresto, raggiunse il suo più grande successo fino a quel momento con la prima di Donna Diana il 16 dicembre 1894, un trionfo che fece progredire significativamente la sua carriera di direttore d'orchestra. In seguito, si candidò per la successione di Eduard Lassen a Weimar e successivamente prestò servizio come Hofkapellmeister a Mannheim dal 1896 al 1899. Suo figlio, Friedrich, negli anni successivi, prestò servizio come tenente nell'esercito austriaco prima di emigrare negli Stati Uniti il 1º agosto 1907, adottando il cognome di sua madre "von Marbod" e crescendo una famiglia di dodici figli con sua moglie Katharina ("Katie") Riese di Dresda.
Nel giugno 1897, morì la sua prima moglie, Milka Thurn-Valsassina (1864–1897), e due anni dopo sposò Berta Juillerat-Chasseur (1874–1939). Dal 1899 al 1902, la coppia si stabilì a Wiesbaden, dove Reznicek scrisse la sua quinta opera, Till Eulenspiegel, che debuttò nel 1902 a Karlsruhe sotto la direzione di Felix Mottl. Nell'autunno del 1902, Reznicek si trasferì a Charlottenburg, allora un ricco sobborgo di Berlino, dove rimase per il resto della sua vita.
A Berlino, Reznicek ebbe un buon inizio con la prima della sua prima sinfonia e una ripresa di Till Eulenspiegel all'Opera di Corte. Tuttavia, successivamente si allontanò dalla cerchia dell'imperatore Guglielmo II. Nel 1905 compose alcune canzoni con evidenti tendenze di sinistra. Per ragioni economiche, fu costretto ad accettare la posizione di direttore principale dell'Orchestra Filarmonica di Varsavia (1906–08) e dell'Opera di Varsavia (1907/08), dove introdusse Salome di Richard Strauss e Die Meistersinger von Nürnberg di Richard Wagner. Dal 1909 al 1911, Reznicek assunse la posizione di direttore principale alla Komische Oper an der Weidendammbrücke di Hans Gregor a Berlino (da non confondere con la moderna Komische Oper di Berlino).
Gregor chiuse la sua impresa quando divenne Intendant al Teatro dell'Opera di Corte a Vienna nel 1911. Questo si rivelò un anno decisivo anche per Reznicek a livello personale. Sua moglie Berta si ammalò gravemente e fu in condizioni critiche per un mese; la sua autobiografia del 1940 indica che prese seriamente in considerazione il suicidio all'epoca. Invece, incanalò i suoi sentimenti nel poema sinfonico confessionale Schlemihl (1912).
L'ascesa del Partito Nazista nel 1933, tuttavia, portò nuove e complesse sfide. Sebbene Reznicek stesso non fosse interessato alla politica, l'origine ebraica di sua moglie Berta (sebbene fosse stata cresciuta come calvinista) divenne una pericolosa responsabilità sotto il nuovo regime. Questa non fu la prima volta che Reznicek incontrò le complessità dell'identità ebraica all'interno della sua stessa famiglia. Suo figlio, Friedrich ("Fritz") von Marbod, nato nel 1887, era emigrato negli Stati Uniti nel 1907. Ironia della sorte, diversi figli di Fritz stavano ora prestando servizio come piloti da combattimento di alto rango nell'esercito americano, opponendosi direttamente al regime che minacciava i loro parenti in Germania.
In Germania, la minaccia a Berta fu immediata. La famiglia affrontò il ricatto e Berta, spinta alla disperazione, quasi si suicidò. Si ritirò dalla vita pubblica e morì di infarto nel 1939. Tra questi sconvolgimenti personali e politici, nel 1934 Reznicek accettò l'invito di Strauss a diventare il delegato tedesco al ständige Rat für die Internationale Zusammenarbeit der Komponisten. Contrariamente all'opinione promulgata da Ernst Krenek, questa non era un'organizzazione nazista ma un'invenzione di Richard Strauss tollerata dalla propaganda nazista.
Quando il partito nazista strinse la presa sul Rat nel 1942, Reznicek cercò di resistere e alla fine si dimise. Già nel 1940 aveva destato alcuni sospetti al Ministero del Reich per l'istruzione pubblica e la propaganda con la sua autobiografia, che era destinata alla pubblicazione ma proibita dalla censura. Durante i suoi ultimi anni, l'esecuzione delle sue opere in Germania diminuì considerevolmente.
Negli anni successivi, l'eredità di Reznicek è stata in parte offuscata dalle complessità politiche del suo tempo, ma il suo contributo alla musica sinfonica e operistica rimane significativo.

## Opere principali

### Opere
- Die Jungfrau von Orleans, opera in tre atti (1887);
- Andreas Hofer, in un atto di Albert Lortzingstraße (1887);
- Satanella, in tre atti (1888);
- Emerich Fortunat, in tre atti (1889);
- Donna Diana, in tre atti (1894);
- Till Eulenspiegel, in due parti e un epilogo (1900);
- Die verlorene Braut, operetta (1909);
- Der Arzt wider Willen, in tre atti (1910);
- Die Angst vor der Ehe, operetta (1913);
- Traumspiel, sul dramma di August Strindberg (1915);
- Ritter Blaubart, in tre atti (1920);
- Nach Damaskus III,, sul dramma di August Strindbergs (1918);
- Die wunderlichen Geschichten des Kapellmeister Kreisler (1921);
- Kreislers Eckfenster (1922);
- Holofernes, in due atti (1922);
- Die beste Polizei (1926);
- Marionetten des Todes, balletto in quattro atti (1927);
- Satuala, in tre atti (1928);
- Benzin, in due atti (1929);
- Spiel oder Ernst, opera comica in un atto (1930);
- Der Gondoliere des Dogen, opera tragica in un atto (1931);
- Masken der Eifersucht, in due atti;
- Das Opfer, in tre atti (1932);
- Donna Diana, in due atti (1933);
- Das goldene Kalb, balletto in due atti (1935);

### Musica corale
- Coro per la cerimonia di laurea al Gymnasium Marburg (1877);
- Requiem (Studienwerk Graz 1878-1881);
- Requiem in re minore, per solisti, coro misto, organo e orchestra (1894);
- Messa in fa maggiore, per solisti, coro misto e orchestra (1898 per il 50 ° anniversario del trono imperatore Francesco Giuseppe I)
- In Memoriam, per alto, baritono, coro misto, organo e orchestra d'archi (1915, 1929, 1936);
- 'Vater unser, fantasia corale per coro misto e organo (1919);
- Sette canzoni popolari tedesche del XVI e XVII secolo, per coro misto e pianoforte (1924);
- Der steinerne Psalm, per coro misto, organo e orchestra (1929, testo di Karl Bröger);
- Vom ewigen Frieden, cantata per solisti, coro misto e orchestra, (1930, testo di Reznicek);
- Wiewohl ein armer Narr ich bin, canzone popolare tedesca del XVI secolo in quattro parti, coro (1930);
- 'Von rechter Lieb und Stetigkeit, canzone popolare tedesca del XVI secolo per voce, coro, organo (1933);
- Sette canzoni popolari tedesche del XVI e XVII secolo, per coro misto, pianoforte, 2º episodio (1936);

### Musica per orchestra
- Hexenszene aus Macbeth, da Macbeth, (1877);
- A Lustspielouvertüre (1881/1896);
- Sinfonia n. 1 in Mi minore (1883);
- Sinfonia suite n. 2 Re maggiore (1884/96);
- Grünne, marcia per orchestra militare, (1890);
- Probszt, marcia per orchestra militare, (1891);
- The Red Sarafan, per orchestra militare (1891);
- 'Wie Till Eulenspiegel lebte, interludio sinfonico nella forma di un'ouverture (1900);
- Sinfonia n. 1 Re minore, 'Tragica', (1902);
- Goldpirol: Idyllische Overture, (1903);
- Sinfonia n. 2 Si maggiore, 'Ironico', (1904);
- Preludio e Fuga per grande orchestra in do diesis minore, (1904);
- Nachtstück, per violino o violoncello e piccola orchestra, (1905);
- Serenata in sol maggiore, per orchestra d'archi (1905);
- Paeludium und (chromatische), fuga per grande orchestra in do diesis minore, (1907);
- Preludio e fuga in do minore (1913);
- Concerto per violino e orchestra in Mi minore (1918);
- Sinfonia n. 4 in Fa minore (1919);
- Valse pathetique, per orchestra,  orchestra da sala, pianoforte, (1923);
- Raskolnikoff , fantasia-overture n. 1, (1925);
- Raskolnikoff , fantasia-overture n. 2, (1925);
- Raskolnikoff , fantasia-overture n. 3, (1930);
- Karneval, suite per piccola orchestra, (1931/43);
- Mea culpa, per orchestra d'archi, (1932);